# Falcon Patrol II
Falcon Patrol II è un videogioco sparatutto con velivoli militari per Commodore 64, scritto da Steve Lee e distribuito da Virgin Games nel 1984.
Il gioco è stato pubblicato anche per lo ZX Spectrum nel 1985 ed è il seguito di Falcon Patrol.

## Modalità di gioco
Falcon Patrol II è un gioco di tipo sparatutto a scorrimento ambientato in un paesaggio desertico di città danneggiate dalla guerra, che ricorda l'Egitto per la presenza di piramidi.
Il giocatore è alla guida di un aereo da caccia e deve distruggere gli elicotteri nemici per superare il livello. 
L'aereo può muoversi a varie velocità, compreso stare fermo in aria e decollare/atterrare verticalmente; il paesaggio può scorrere in entrambe le direzioni e in modo ciclico (dopo un po' si torna al punto di partenza), in modo simile al classico Defender. È presente anche una minimappa dell'area.
L'aereo è armato di missili che può lanciare in avanti o in diagonale verso terra.
Il jet ha limitate munizioni e carburante e di entrambi può fare rifornimento su apposite piattaforme.
Gli elicotteri si presentano in tre forme, descritte nell'introduzione del gioco:
- Trasporto (Transport): elicottero non armato che può posizionare a terra, nei pressi delle piattaforme, delle torrette di contraerea e dei dispositivi di disturbo del radar (ovvero della minimappa).
- Gunship: scorta gli elicotteri da trasporto e spara contro l'aereo.
- Solo: un elicottero più veloce e agguerrito che spara contro l'aereo.

Eliminati tutti gli elicotteri di un livello, si passa in modo continuo al successivo senza cambiare scenario.